# La Faye
La Faye är en kommun i departementet Charente i regionen Nouvelle-Aquitaine i västra Frankrike. Kommunen ligger  i kantonen Villefagnan som ligger i arrondissementet Confolens. År 2022 hade La Faye 595 invånare.

## Befolkningsutveckling
Antalet invånare i kommunen La Faye
Referens:INSEE